# Suriya Singmui
Suriya Singmui (thailändisch สุริยา สิงห์มุ้ย, * 7. April 1995 in Sadao), auch als Tek (thailändisch เทค) bekannt, ist ein thailändischer Fußballspieler.

## Karriere

### Verein
Suriya Singmui erlernte das Fußballspielen in der JMG Academy in Chonburi und in der Jugendmannschaft vom Erstligisten Muangthong United, wo er 2013 auch seinen ersten Profivertrag unterschrieb. Im ersten Jahr wurde er zum Drittligisten Nakhon Nayok FC ausgeliehen. Für Nakhon Nayok stand er 22 Mal auf dem Spielfeld. 2016 wurde er an den Ligakonkurrenten BEC-Tero Sasana FC ausgeliehen, wo er 26 Mal auf dem Feld stand. Nach insgesamt 44 Spielen für Muangthong United wechselte er 2017 zum Erstligisten Chiangrai United nach Chiangrai. 2017 gewann er mit dem Verein den FA Cup. Das Endspiel gegen den Erstligisten Bangkok United gewann man mit 4:2. 2018 gewann er mit Chiangrai zum zweiten Mal den FA Cup. Das Finale gegen Buriram wurde mit 3:2 gewonnen. Im gleichen Jahr ging er als Sieger im Thai League Cup und im Thailand Champions Cup vom Platz. Im Finale des Thai League Cup besiegte man Bangkok Glass im Finale mit 1:0. Das Spiel um den Champions Cup gewann man im Elfmeterschießen gegen Buriram United. 2019 feierte er mit Chiangrai die thailändische Meisterschaft. Das Spiel um den Champions Cup 2020 gegen den Port FC gewann Chiangrai mit 2:0. Am 1. September 2021 spielte er mit Chiangrai um den Thailand Champions Cup. Das Spiel gegen den thailändischen Meister BG Pathum United FC im 700th Anniversary Stadium in Chiangmai verlor man mit 0:1. Nach insgesamt 168 Ligaspielen wechselte er im Januar 2025 zum ebenfalls in der ersten Liga spielenden Lamphun Warriors FC. Am 31. Mai 2025 stand er mit den Warriors im Finale des Thai League Cup. Hier traf man im BG Stadium auf Buriram United. Am Ende musste man sich mit 2:0 geschlagen geben.

### Nationalmannschaft
Von 2014 bis 2018 spielte Suriya Singmui 13 Mal in der U-23-Nationalmannschaft. Seit 2014 spielt er für die thailändische Nationalmannschaft. Sein Debüt in der Nationalmannschaft gab er am 25. Mai 2014 in einem Freundschaftsspiel gegen Kuwait im Rajamangala Stadium in Bangkok. Für Thailand bestritt er insgesamt fünf Länderspiele.

## Erfolge

### Verein
Chiangrai United
- Thailändischer Meister: 2019

- Thailändischer Pokalsieger: 2017, 2018, 2020/21

- Thailändischer Ligapokalsieger: 2018

- Thailändischer Supercup-Sieger: 2018, 2020

Lamphun Warriors FC
- Thailändischer Ligapokalfinalist: 2024/25

### Nationalmannschaft
Thailand U-23
- Sea Games: 2015, 2017
- Nations Cup: 2016
- Dubai Cup: 2017

Thailand
- Südostasienmeisterschaft: 2021